# جنبش جانوری

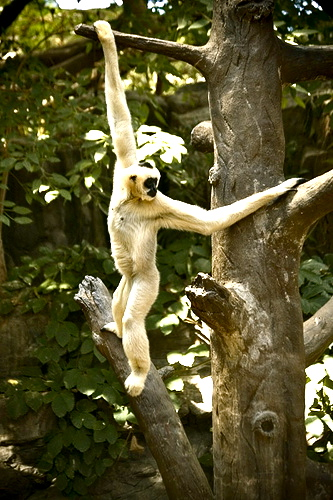
از شاخه‌ای به شاخه‌ای پریدن (درخت‌پیمایی) نوعی جنبش جانوری در گیبون‌ها و برخی دیگر از گونه‌های میمون

جنبش جانوری (به انگلیسی: Animal locomotion) مفهوم و رفتاری در رفتارشناسی جانوران است که به بررسی شیوه حرکت جانوران در هنگام جابجا شدن می‌پردازد. جانوران با روش‌هایی چون راه رفتن، دویدن، شنا کردن، پریدن، پرواز کردن، در هوا چرخ زدن، لیز خوردن خودجوش و غریزی جابجا می‌شوند. برخی از جنبش‌های جانوری را جنبش جانوری بی‌کنش (Passive locomotion) می‌گویند که در آن جانور به وسیله محیط جابجا می‌شود. نمونه آن، غلتیدن برخی گونه‌های سوسک یا حرکت عروس دریایی با جریان‌های آبی هستند.

## نگارخانه

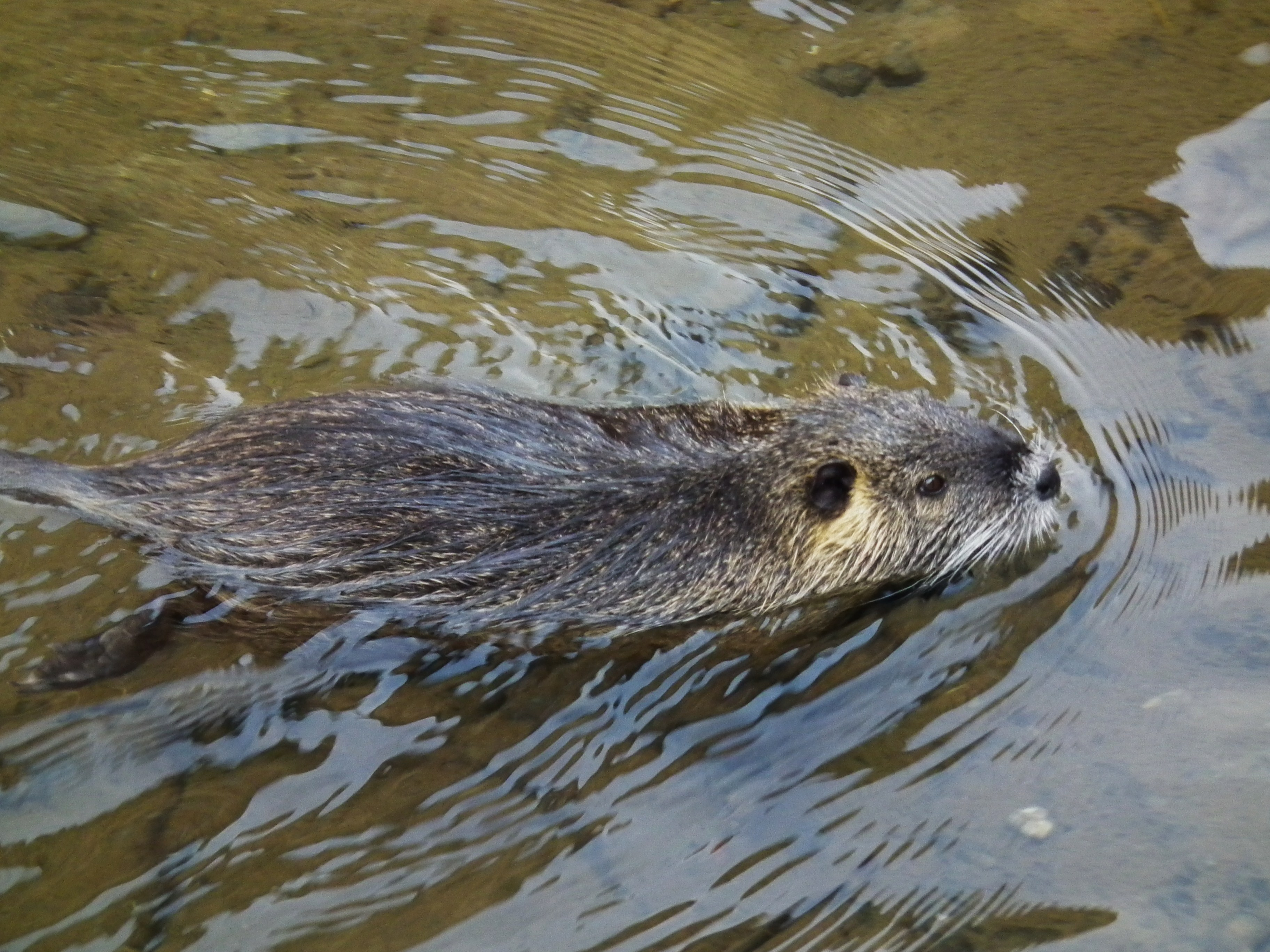
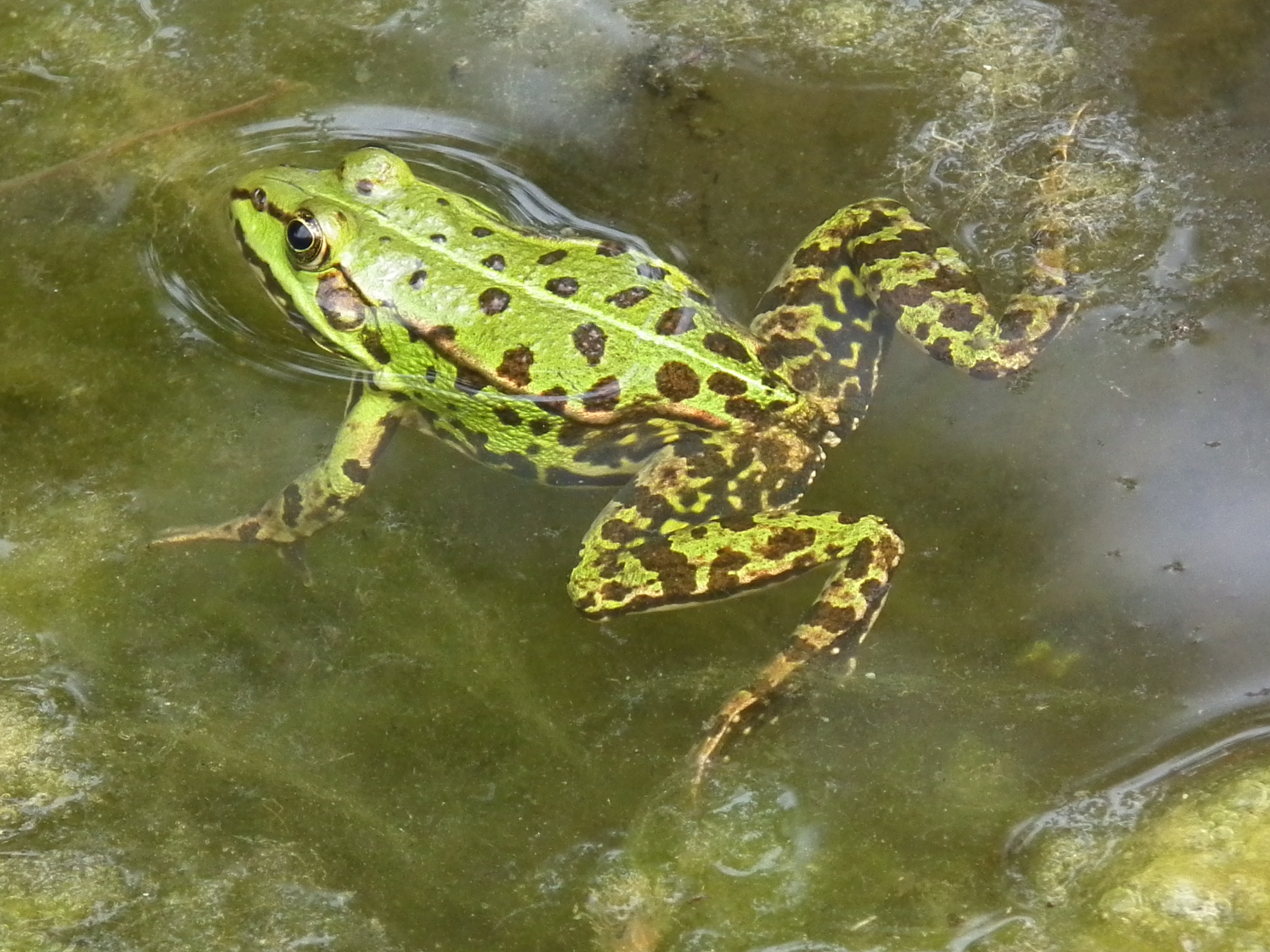
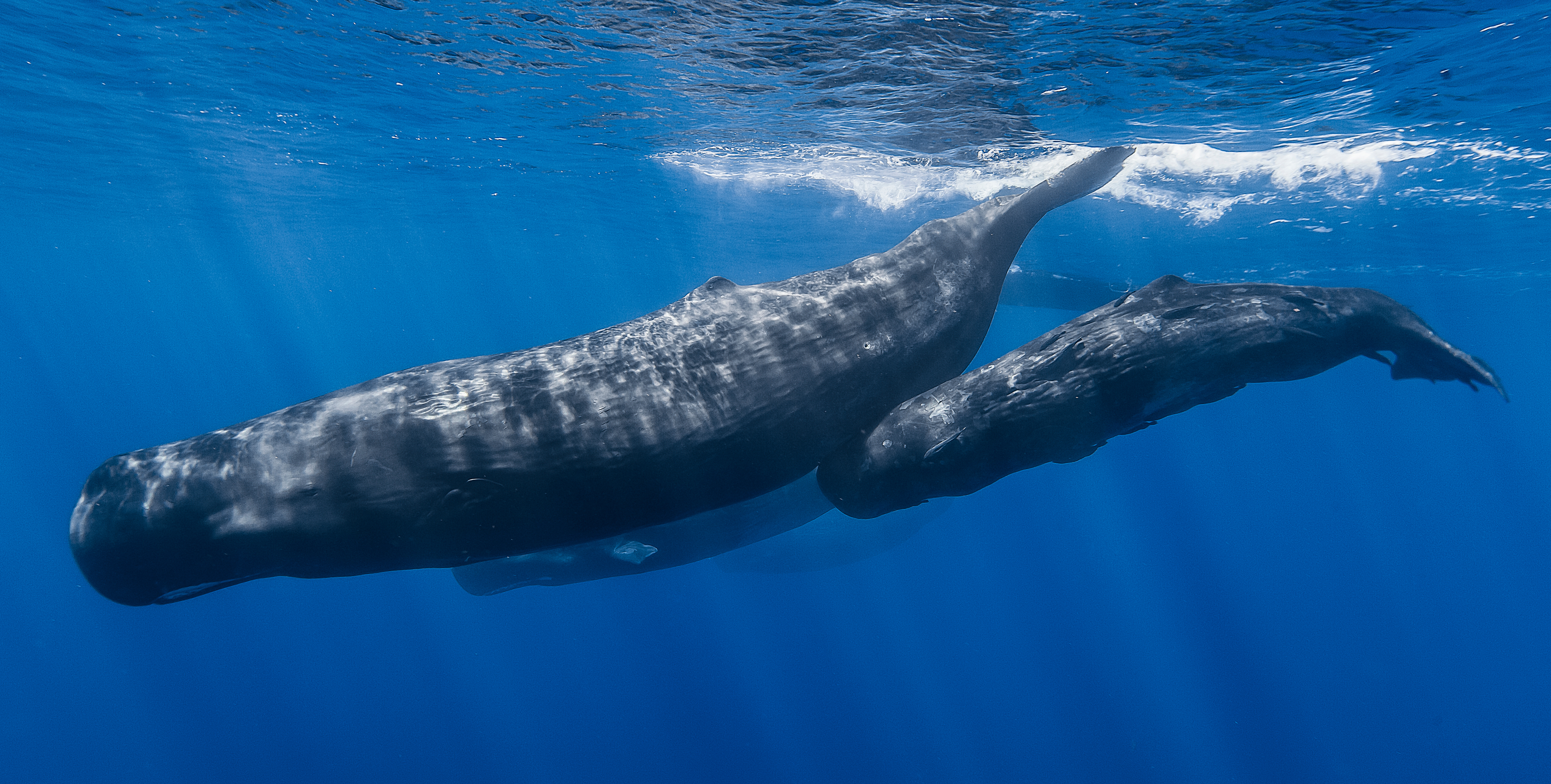
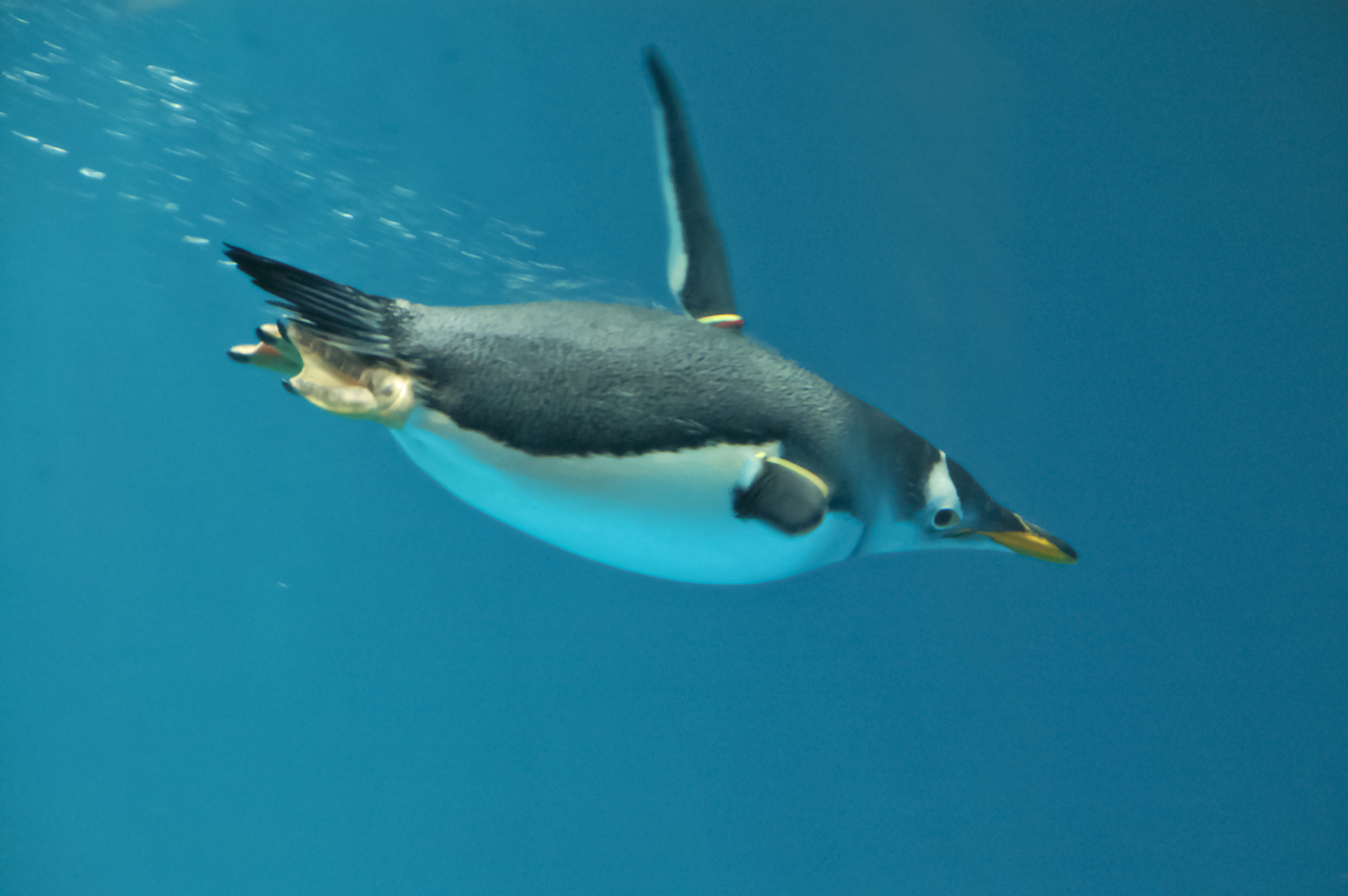
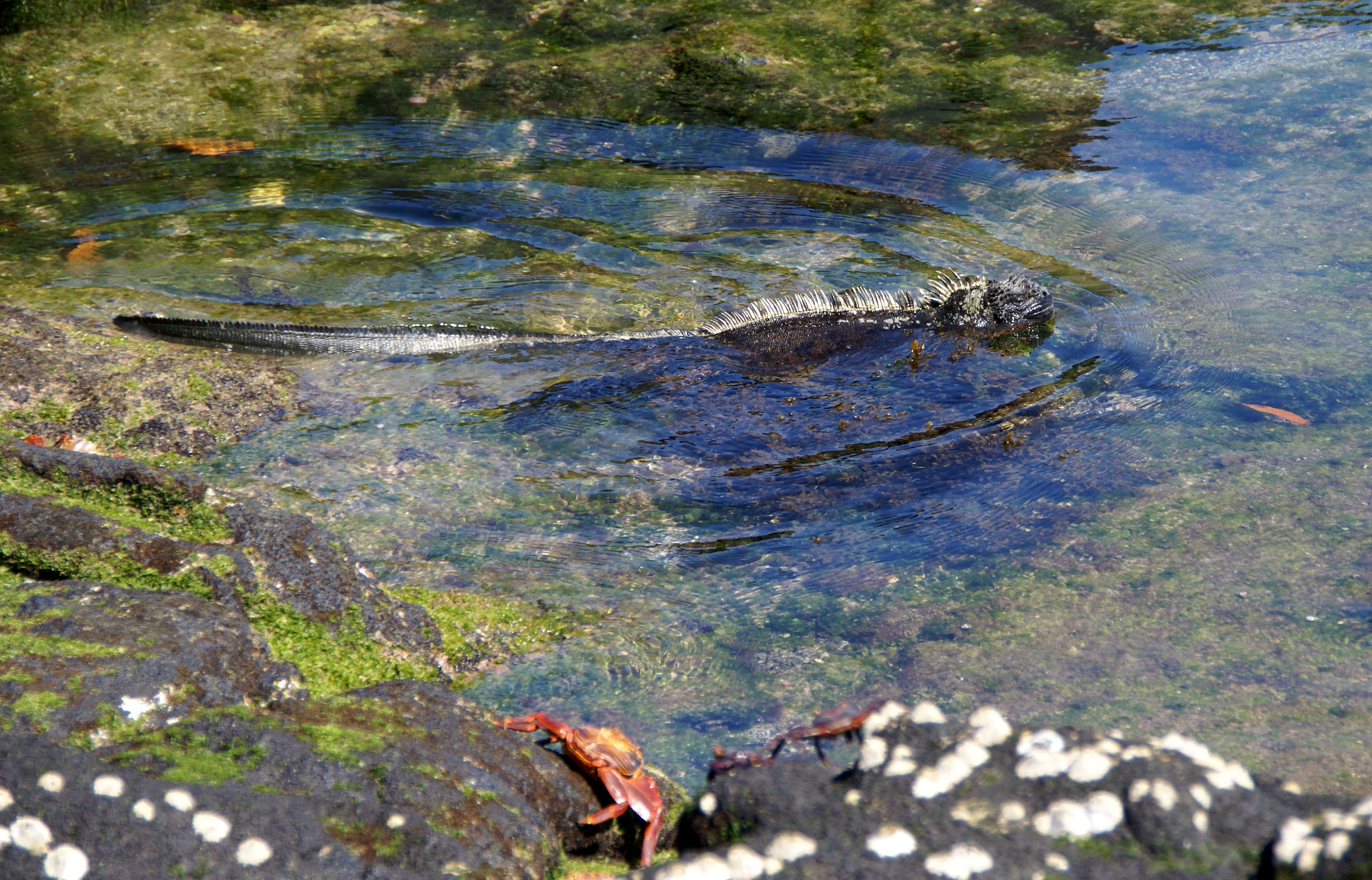